# Меоло
Мѐоло (на италиански: Meolo; на венециански: Mégoło, Меголо) е градче и община в Северна Италия, провинция Венеция, регион Венето. Разположено е на 2 m надморска височина. Населението на общината е 6455 души (към 2014 г.).